# Uta monogatari

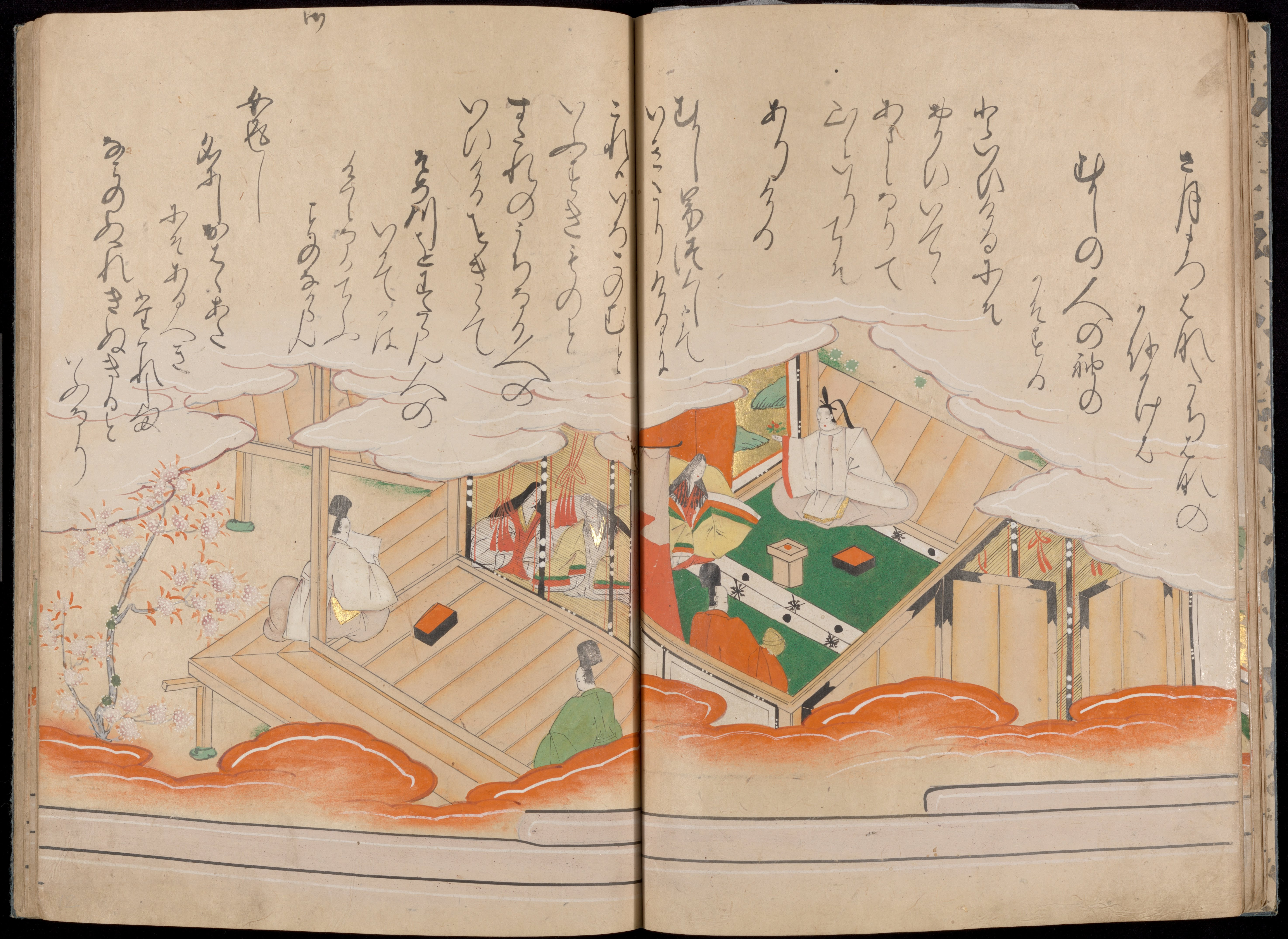
Image liée aux contes d'Ise (Ise monogatari), tirée d'une série de trois volumes. Japon, fin du XVIe siècle.

L'uta monogatari (歌物語, littéralement « conte-poème ») est un sous-genre littéraire du monogatari. Il se caractérise par l'accent mis sur la poésie waka, avec des sections en prose entrecoupées. Si la plupart des autres monogatari de l'époque de Heian, et plus tard, contiennent des waka, la poésie est le cœur de la narration dans uta monogatari, la partie en prose parfois étant limitée à une brève note sur la composition de la poésie. Il s’agit donc de recueils où la prose, rapportant anecdotes et contes, illustre un ou de plusieurs poèmes waka.

## Histoire
L’uta-monogatari et la poésie waka se développent au Japon à partir du début de l’époque de Heian ; en effet, la rupture des relations avec la Chine (en raison de la chute de la glorieuse dynastie Tang) favorise l’émergence du goût national, alors que l’écriture (kanji) et la poésie chinoises dominaient jusque-là. Il apparaît au IXe siècle une forme d’écriture plus simple et intuitive que le chinois : les kanas ; les aristocrates, et plus particulièrement les dames (l’écriture chinoise étant réservée aux hommes), s’approprient cette nouvelle forme d’écriture pour développer une littérature réellement japonaise sur la vie, les amours et les intrigues à la cour, qui s’exprime à travers les nikki (journaux intimes), monogatari (roman ou contes) et la poésie waka,.
L'un des exemples les plus influents et anciens d'uta monogatari est l’Ise monogatari. Œuvre anonyme parfois attribuée à Ariwara no Narihira, il s'agit d'une série de 125 récits en prose, très largement indépendants les uns des autres, sur « un homme ». Nombre de ces récits commencent par la courte phrase : « Mukashi otoko arikeri » (« Il y a bien longtemps, il y avait un homme »). Ces récits sont en grande partie centrés autour de la poésie composée par « l'homme », le plus souvent identifié comme une version romancée de Narihira.
L’appellation uta monogatari est appliquée pour la première fois à ce sous-genre au cours de l'ère Meiji.

## Exemples notables
- Heichū monogatari
- Ise monogatari
- Yamato monogatari